# Perfake Perfect
「Perfake Perfect」（パーフェイク・パーフェクト）は日本のロックバンド・凛として時雨のメジャー7th（通算8枚目）シングル。2021年1月20日にソニー・ミュージックアソシエイテッドレコーズから発売された。

## 概要

### 背景
本楽曲は、舞台『PSYCHO-PASS サイコパス Virtue and Vice 2』の主題歌として使用されており、凛として時雨が『PSYCHO-PASS サイコパス』シリーズの舞台作品の主題歌を担当するのは、舞台『PSYCHO-PASS サイコパス Virtue and Vice』の主題歌に起用された「laser beamer」に続いて2作目となった。

TKは主題歌発表に際して次のようなコメントをしている。
| 「  | 本広監督との舞台でのコラボレーション第二弾ということで、前回を凌駕する新たな仕掛けや構想の中で今回の「PSYCHO-PASS VV2」をどんな言葉や演奏によって表現するのかを何度もイメージしました。 毎日目まぐるしく状況は変化し、情報が上書きされていく中で見えるもの、見えないものにも飲み込まれそうになりながら生きている「今」を楽曲として表現出来たと思います。 本広監督とPSYCHO-PASSが作り出す狂気、現実世界の狂気を忘れさせてくれそうです。 | 」 |
| —TK | |    |

また、舞台の総合演出を担当した本広克行は「サイコパスの世界観にぴったりの楽曲がお願いしてすぐにあがってきて、ただただかっこよく、すぐに「これだ！」と思いました。舞台作品を観る前と観た後とでは、歌詞の意味の深さに違いが出て、また違った楽しみ方ができると思います。是非、何度も聴いてみて欲しいです。主題歌も含めて作品なので、素晴らしい楽曲を書き下ろして頂き感謝しています！」とコメントしている。
リリース
2020年11月4日、舞台『PSYCHO-PASS サイコパス Virtue and Vice 2』の主題歌に新曲「Perfake Perfect」が起用されたことが発表された。
2020年11月20日、CDシングルを2021年1月20日に発売することが発表された。通常盤、初回生産限定盤の2形態でリリースされ、CDには表題曲の「Perfake Perfect」とインストゥルメンタル版、表題曲にピアノとストリングスのアレンジを加えたインストゥルメンタル曲「Perfake Perfect inspired by PSYCHO-PASS Virtue and Vice 2」が収録されている。また、初回生産限定盤には、1stアルバム「#4」のリリース15周年を記念して2020年11月7日に行われた自身初の配信ライブ「凛として時雨 15th anniversary #4 for Extreaming Live Edition」の全編映像と、本映像の劇場上映用に追加された「abnormalize」のリハーサルテイク映像を収録したBlu-rayが付属している。
シングルのリリース日である2021年1月20日の0時、ミュージックビデオがYouTubeにてプレミア公開された。総監督は本広克行、監督は映像作家・山口淳太が務めた。
| 形態           | 規格   | 規格品番    | 出典  |
| -------------- | ------ | ----------- | ----- |
| 初回生産限定盤 | CD+DVD | AICL-3997/8 | [ 7 ] |
| 通常盤         | CD     | AICL-3999   | [ 8 ] |

## 批評
- 音楽ライターの吉羽さおりは本楽曲について「TKと345のハイトーンVoの切迫感のある掛け合い、徐々にひずみの濃度を増すヘヴィなギター・サウンド、憂いと陰影を濃くして正誤の軸が揺らいでいくパラノイア的なメロディとサウンド展開で、リスナーを揺さぶる」「濁併せ呑んだ危うげなバランスで成り立った人の心の繊細さ、脆さ、そのカオスを捉えていく曲はまさに凛として時雨の真骨頂で、特に後半の鬼気迫るアンサンブル、各楽器の咆哮が凄まじい」と述べ、「作品のファンもカタルシスを味わえる1枚だ」と評している[9]。
- ライターの小松香里は本楽曲について「5分弱の中で、まるで1本の舞台における振り切れた物語が凝縮されたような、時雨史上最高に狂気じみたカオスが爆発している」と評している[10]。
- SPICE編集部が執筆した「凛として時雨 Perfake Perfect Tour 2021」Zepp Haneda公演のライブレポート記事内で本楽曲は「緊張感とスケール感を併せ持った入りからして一気に物語に引き込まれる、非常に舞台映えのする楽曲」と述べられている[11]。

## 収録内容
| 全作詞・作曲・編曲: TK。 |                                                                |       |            |      |
| #                        | タイトル                                                       | 作詞  | 作曲・編曲 | 時間 |
| 1.                       | 「Perfake Perfect」                                            | TK    | TK         | 4:41 |
| 2.                       | 「Perfake Perfect」(Instrumental)                              | TK    | TK         | 4:40 |
| 3.                       | 「Perfake Perfect」(inspired by PSYCHO-PASS Virtue and Vice 2) | TK    | TK         | 4:37 |
| 合計時間:                | 合計時間:                                                      | 13:58 |            |      |

| #   | タイトル                              | 作詞 | 作曲・編曲 |
| --- | ------------------------------------- | ---- | ---------- |
| 1.  | 「Opening」                           |      |            |
| 2.  | 「Sadistic Summer」                   |      |            |
| 3.  | 「テレキャスターの真実」              |      |            |
| 4.  | 「CRAZY感情STYLE」                    |      |            |
| 5.  | 「トルネードG」                       |      |            |
| 6.  | 「O.F.T」                             |      |            |
| 7.  | 「Acoustic」                          |      |            |
| 8.  | 「ターボチャージャーON」              |      |            |
| 9.  | 「Telecastic fake show」              |      |            |
| 10. | 「DISCO FLIGHT」                      |      |            |
| 11. | 「想像のSecurity」                    |      |            |
| 12. | 「鮮やかな殺人」                      |      |            |
| 13. | 「TK in the 夕景」                    |      |            |
| 14. | 「傍観」                              |      |            |
| 15. | 「abnormalize」(From Rehearsal Shoot) |      |            |

## 演奏
- TK : Vocal, Guitar
- 345 :  Vocal, Bass
- ピエール中野 : Drums
- 片木希依 (jizue) : Piano (#3)
- 須原杏 : Violin (#3)

## テレビ披露
2021年2月8日にフジテレビで放送された『Love music』にて「Perfake Perfect」をフル尺でテレビ初披露した。

## 凛として時雨 Perfake Perfect Tour 2021
神奈川県のKT Zepp Yokohama公演を皮切りに2021年1月19日から2月10日にかけて開催された全国ツアー。